# Castro Camera

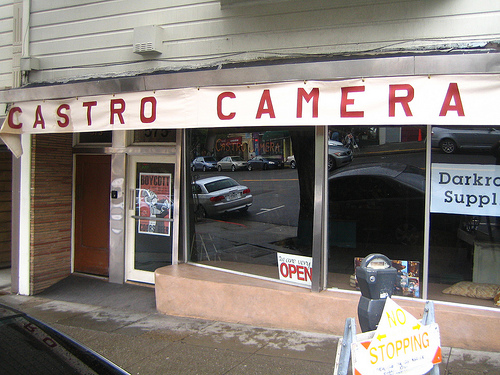
A frente da loja Castro Camera, como recriada para o filme Milk

Castro Camera foi uma loja de câmeras fotográficas no distrito do Castro, em San Francisco, Califórnia, EUA, de propriedade de Harvey Milk de 1972 até 1978. Durante os anos 1970, a loja tornou-se o centro da crescente comunidade gay na vizinhança, assim como o comitê central das várias campanhas de Milk para supervisor da cidade de San Francisco (equivalente a vereador) e para a Assembleia Legislativa da Califórnia.